# Užovka podplamatá
Užovka podplamatá (Natrix tessellata) je evropský slabě jedovatý had z čeledi užovkovitých (Colubridae), podčeledi Natricinae a rodu Natrix.

## Popis
Samice jsou větší než samci až o čtvrtinu délky. Délka jejich těla se pohybuje mezi 80–100 cm, vzácně až 1,5 m. Nejdelší změřený exemplář měřil 150 centimetrů, nicméně nepotvrzené zprávy hovoří až o dvoumetrových exemplářích. Jejich protáhlá hlava není příliš zřetelně oddělena od krku, šupiny v devatenácti řadách kolem těla mají výrazně kýlnaté. Barvu mohou mít od šedozelené až po téměř černou barvou, na těle mají 4 až 5 řad tmavých skvrn, které se občas spojují v příčné pruhy a může tak dojít k záměně se zmijí obecnou. Břicho je nažloutlé až červené, někdy však ostře zbarvené žlutě nebo oranžově s černými skvrnami, které jsou podobné kostkám. Od těchto skvrn je odvozeno i jejich jméno. Slovo „plama“ dříve vyjadřovalo (a v polštině dosud vyjadřuje) pojem skvrna, čili užovka podplamatá znamená něco jako „dole skvrnitá“.
Od užovky obojkové se kromě zbarvení odlišuje větším počtem šupin na hlavě. Užovka podplamatá má 8 retních štítků (užovka obojková 7), 2 až 3 předoční štítky (užovka obojková pouze 1) a 3 až 5 záočních (užovka obojková 2 až 4).

## Ekologie a chování

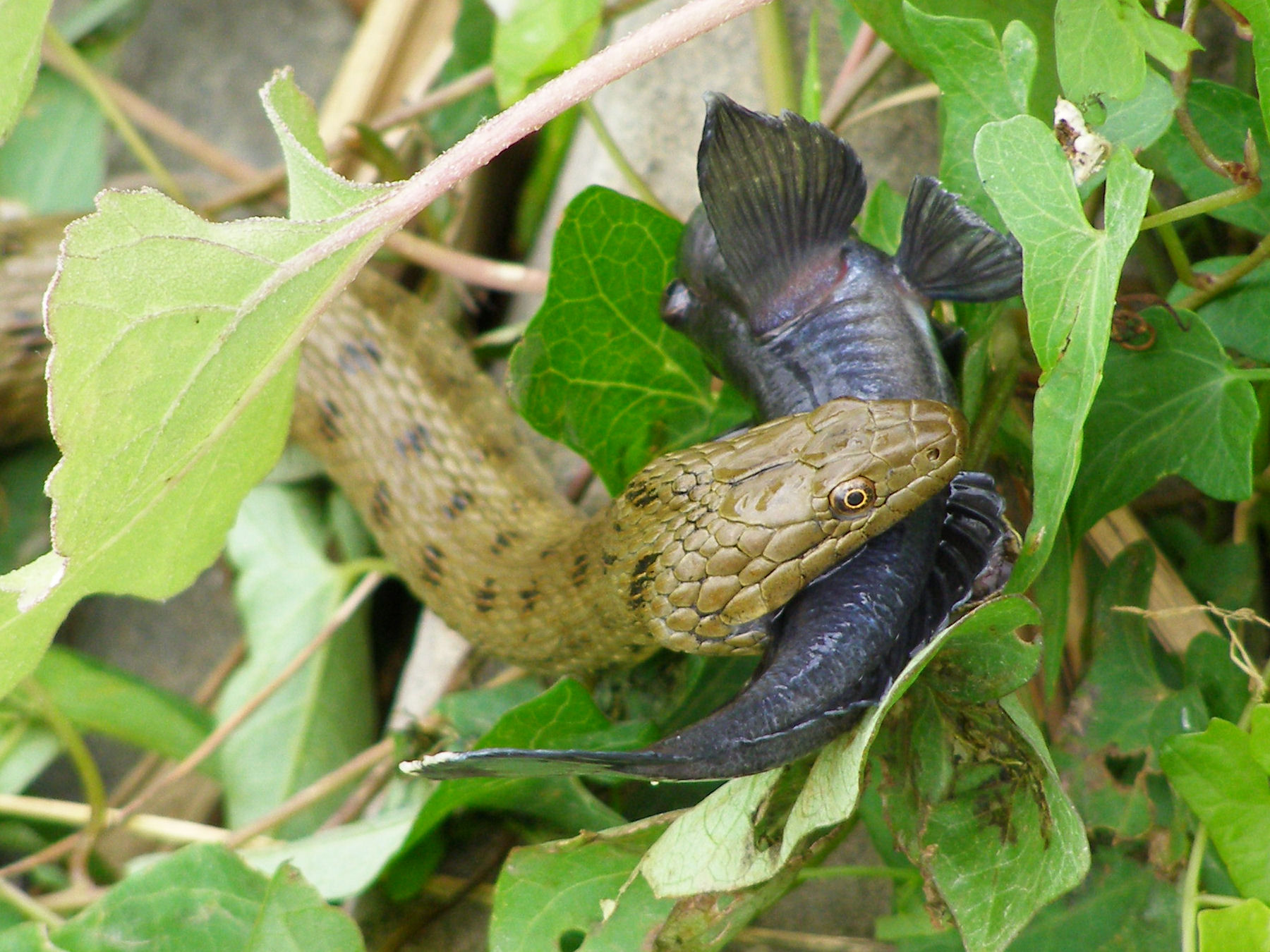
Užovka podplamatá s ulovenou rybou hlaváčem

Žije v blízkosti řek, potoků nebo jezer, bahnitým tokům se však většinou vyhýbá. Vodu většinou opouští až v noci. Žere především ryby, někdy ale také obojživelníky jako žáby, ropuchy, čolky a pulce. Svou kořist při polykání ochromuje případně usmrcuje výměšky tzv. Duvernoyovy žlázy, z níž skrze nejzadnější maxilární zuby vylučuje hemoragický a neurotoxický jed. Poloviční smrtná dávka neboli LD50 jedu je 25 mg/kg, což tuto užovku řadí mezi nejméně jedovaté ze všech jedovatých hadů.
Pro člověka není tento had nebezpečný. Při obraně vypouští zapáchající sekret z kloaky. Dalším obranným mechanismem je thanatoza, což znamená, že had předstírá, že je mrtvý.
Páří se obvykle hned po ukončení hibernace v (březnu, dubnu až v květnu, kdy se shromažďují ve velkých skupinách. Vajíčka samice obvykle klade v červenci, od páření obvykle 45 až 60 dní. V jednom hnízdě je 10–25 vajec. Háďata se líhnou na začátku září, od nakladení vajec 8 až 10 týdnů. Mláďata měří kolem 20 cm a po dvou týdnech se poprvé svlečou. Teprve pak začnou přijímat potravu, kterou tvoří drobné rybky a pulci. Od října pak užovky podplamaté zahajují zimní spánek v dírách v blízkosti vody.

## Rozšíření
Užovka podplamatá se nachází ve střední a jihovýchodní Evropě a západní, jihozápadní a střední Asii: Německo, Švýcarsko, Rakousko, Francie, Chorvatsko, Slovinsko, Bosna a Hercegovina, Černá Hora, Severní Makedonie, Srbsko, Itálie, Česko, Slovensko, Polsko, Albánie, Rumunsko, Bulharsko, Maďarsko, Turecko, Řecko, Kypr, Afghánistán, Rusko, Ukrajina, Arménie, Gruzie, Ázerbájdžán, Kazachstán, Turkmenistán, Tádžikistán, Uzbekistán, Kyrgyzstán, Irák, Sýrie, Jordánsko, Jemen, Izrael, Pákistán, Čína. V Africe žije jen v Egyptě a to v deltě Nilu.
V Česku se vyskytuje spíše ostrůvkovitě v okolí větších toků v nížinách. Jen výjimečně se nachází nad 400 m n. m.

## Ochrana
V České republice je zvláště chráněna jako kriticky ohrožený druh. Chráněna jsou jí užívaná přirozená i umělá sídla a její biotop.